# Grand Prix moto d'Imola 1997
Le  Grand Prix moto d'Imola 1997 est la huitième manche du championnat du monde de vitesse moto 1997. La compétition s'est déroulée du 4 au 6 juillet 1997 sur l'Autodromo Enzo e Dino Ferrari.
C'est la 2e édition du Grand Prix moto d'Imola.

## Classement 500 cm3
| Pos  | Pilote                   | Constructeur | Temps/Écart     | Points |
| ---- | ------------------------ | ------------ | --------------- | ------ |
| 1    | Mickael Doohan           | Honda        | 45 min 58 s 995 | 25     |
| 2    | Nobuatsu Aoki            | Honda        | +8 s 646        | 20     |
| 3    | Takuma Aoki              | Honda        | +20 s 016       | 16     |
| 4    | Carlos Checa             | Honda        | +24 s 570       | 13     |
| 5    | Tadayuki Okada           | Honda        | +25 s 884       | 11     |
| 6    | Luca Cadalora            | Yamaha       | +26 s 080       | 10     |
| 7    | Norifumi Abe             | Yamaha       | +29 s 374       | 9      |
| 8    | Jean-Michel Bayle        | Modenas      | +40 s 881       | 8      |
| 9    | Alex Barros              | Honda        | +43 s 539       | 7      |
| 10   | Anthony Gobert           | Suzuki       | +1 min 01 s 383 | 6      |
| 11   | Sete Gibernau            | Yamaha       | +1 min 05 s 922 | 5      |
| 12   | Alberto Puig             | Honda        | +1 min 06 s 775 | 4      |
| 13   | Daryl Beattie            | Suzuki       | +1 min 13 s 074 | 3      |
| 14   | Jurgen Fuchs             | Elf 500      | +1 min 14 s 719 | 2      |
| 15   | Kirk McCarthy            | ROC Yamaha   | +1 min 46 s 200 | 1      |
| 16   | Lucio Pedercini          | ROC Yamaha   | +1 min 55 s 880 |        |
| 17   | Kenny Roberts Jr         | Modenas      | +1 tour         |        |
| 18   | Frédéric Protat          | Honda        | +1 tour         |        |
| 19   | Francesco Monaco         | Paton        | +1 tour         |        |
| Abd. | Jurgen van den Goorbergh | Honda        | Abandon         |        |
| Abd. | Bernard Garcia           | Honda        | Abandon         |        |
| Abd. | Laurent Naveau           | ROC Yamaha   | Abandon         |        |
| Abd. | Doriano Romboni          | Aprilia      | Abandon         |        |
| Abd. | Juan Borja               | Elf 500      | Abandon         |        |

## Classement 250 cm3
| Pos  | Pilote               | Constructeur | Temps/Écart      | Points |
| ---- | -------------------- | ------------ | ---------------- | ------ |
| 1    | Max Biaggi           | Honda        | +43 min 17 s 419 | 25     |
| 2    | Olivier Jacque       | Honda        | +0 s 656         | 20     |
| 3    | Tohru Ukawa          | Honda        | +0 s 816         | 16     |
| 4    | Ralf Waldmann        | Honda        | +6 s 500         | 13     |
| 5    | Tetsuya Harada       | Aprilia      | +27 s 143        | 11     |
| 6    | Marcellino Lucchi    | Aprilia      | +54 s 157        | 10     |
| 7    | Jeremy McWilliams    | Honda        | +57 s 951        | 9      |
| 8    | Haruchika Aoki       | Honda        | +1 min 01 s 580  | 8      |
| 9    | Osamu Miyazaki       | Yamaha       | +1 min 12 s 813  | 7      |
| 10   | Emilio Alzamora      | Honda        | +1 min 13 s 752  | 6      |
| 11   | Franco Battaini      | Yamaha       | +1 min 13 s 924  | 5      |
| 12   | William Costes       | Honda        | +1 min 16 s 926  | 4      |
| 13   | Cristiano Migliorati | Honda        | +1 min 17 s 031  | 3      |
| 14   | José Luis Cardoso    | Yamaha       | +1 min 18 s 149  | 2      |
| 15   | Jamie Robinson       | Suzuki       | +1 min 27 s 289  | 1      |
| 16   | Oliver Petrucciani   | Aprilia      | +1 min 29 s 273  |        |
| 17   | Davide Bulega        | Aprilia      | +1 tour          |        |
| Abd. | Giuseppe Fiorillo    | Aprilia      | Abandon          |        |
| Abd. | Takeshi Tsujimura    | TSR-Honda    | Abandon          |        |
| Abd. | Idalio Gavira        | Aprilia      | Abandon          |        |
| Abd. | Eustaquio Gavira     | Aprilia      | Abandon          |        |
| Abd. | Luis d'Antin         | Yamaha       | Abandon          |        |
| Abd. | Sebastian Porto      | Aprilia      | Abandon          |        |
| Abd. | Stefano Perugini     | Aprilia      | Abandon          |        |
| Abd. | Noriyasu Numata      | Aprilia      | Abandon          |        |
| Abd. | Luca Boscoscuro      | Honda        | Abandon          |        |
| Abd. | Loris Capirossi      | Aprilia      | Abandon          |        |

## Classement 125 cm3
| Pos  | Pilote               | Constructeur | Temps/Écart     | Points |
| ---- | -------------------- | ------------ | --------------- | ------ |
| 1    | Valentino Rossi      | Aprilia      | 41 min 50 s 114 | 25     |
| 2    | Tomomi Manako        | Honda        | +1 s 625        | 20     |
| 3    | Kazuto Sakata        | Aprilia      | +23 s 551       | 16     |
| 4    | Garry McCoy          | Aprilia      | +27 s 062       | 13     |
| 5    | Noboru Ueda          | Honda        | +28 s 196       | 11     |
| 6    | Jorge Martinez       | Aprilia      | +28 s 864       | 10     |
| 7    | Roberto Locatelli    | Honda        | +29 s 740       | 9      |
| 8    | Youichi Ui           | Yamaha       | +35 s 136       | 8      |
| 9    | Masao Azuma          | Honda        | +54 s 446       | 7      |
| 10   | Mirko Giansanti      | Honda        | +54 s 818       | 6      |
| 11   | Gianluigi Scalvini   | Honda        | +56 s 181       | 5      |
| 12   | Yoshiaki Katoh       | Yamaha       | +59 s 278       | 4      |
| 13   | Jaroslav Huleš       | Honda        | +1 min 00 s 363 | 3      |
| 14   | Angel Nieto Jr       | Aprilia      | +1 min 17 s 331 | 2      |
| 15   | Peter Öttl           | Aprilia      | +1 min 17 s 958 | 1      |
| 16   | Manfred Geissler     | Honda        | +1 min 25 s 233 |        |
| 17   | Dirk Raudies         | Honda        | +1 min 30 s 576 |        |
| 18   | Steve Jenkner        | Aprilia      | +1 min 51 s 087 |        |
| 19   | Christian Pistoni    | Honda        | +1 min 52 s 460 |        |
| 20   | Maurizio Cucchiarini | Honda        | +2 min 22 s 679 |        |
| Abd. | Josep Sarda          | Honda        | Abandon         |        |
| Abd. | Masaki Tokudome      | Aprilia      | Abandon         |        |
| Abd. | Lucio Cecchinello    | Honda        | Abandon         |        |
| Abd. | Enrique Maturana     | Yamaha       | Abandon         |        |
| Abd. | Gino Borsoi          | Yamaha       | Abandon         |        |
| Abd. | Frédéric Petit       | Honda        | Abandon         |        |
| Abd. | Ivan Goi             | Aprilia      | Abandon         |        |
| Abd. | Igor Antonelli       | Honda        | Abandon         |        |
| Abd. | Paolo Tessari        | Honda        | Abandon         |        |
| Abd. | Gabriele Debbia      | Yamaha       | Abandon         |        |